# 金姓
金姓是一个常见姓氏，汉族、朝鲜族、蒙古族中都有大量的金姓人口，满族、回族、京族等其他民族也有金姓存在。
金姓源流比较复杂：汉族金姓相传最早源于少昊金天氏，後人是周代大夫金公投，漢初時有金王孫。
后世金姓很多是由改姓、赐姓及其他民族汉化而来；朝鲜族金姓相传源于新罗国王金阏智及金官伽倻君主金首露；满族金姓为满族最早使用的汉式姓氏之一，满族中满族姓氏爱新觉罗、金佳氏、精吉氏等及蒙古姓氏阿穆尼布塔斯氏多同时使用汉姓金姓，近代上述姓氏中多有改专用金姓的，满族金姓中还包括旗化的汉族和朝鲜族；回族金姓主要源于祖上经名、赐姓及其他民族融入。
金姓在《百家姓》中排第29位，是朝鲜半岛使用人口最多的姓氏，在中國使用人口数在各个姓氏中排第69位。

## 汉族金姓

### 起源
汉族金姓的起源很多，其中传说少昊金天氏的后裔有以“金”为姓的，初爲己姓或爲嬴姓，漢初有「金王孫」。
汉武帝时，匈奴休屠王之子日磾降汉，后获赐姓为“金”。金日磾与其弟金伦之后皆以金为姓。明朝時，蒙古王子也先土干率妻部歸降而獲賜姓金。清乾隆帝賜臺灣番人七姓，其一為「金」。这些被赐姓者的后人多以金为姓。
此外，古代也屡有其他姓氏改为金姓的，如五代十國時，吳越刘氏因為避讳开国君主錢鏐的名字，改刘姓为金姓的。元朝時，有金覆祥本姓劉，改姓为金。

### 郡望
金姓的郡望是彭城、京兆。

### 相關歷史
周慎靚王大夫「公投」，因其為少昊金天氏後人，故稱金投，後人改姓金，比如漢時的金王孫（漢武帝母親孝景王皇后的前夫）、金俗（漢武帝同母異父的姐姐）。
漢代金姓，更為人所知的是西漢時的金日磾（音「密滴」）。漢武帝元狩二年（公元前121年）春，武帝派將軍霍去病率騎兵出隴西，擊匈奴，收得匈奴休屠王的“祭天金人”。“金人”即金佛像，是匈奴王族立以祭天的。這年秋天，休屠王的太子日磾隨渾邪王歸漢，因日瞅篤實忠誠，為漢武帝所信愛，武帝以其父作金人祭天，賜姓金氏，稱金日磾。從此，其子孫世代姓金。金日磾家族自武帝始，七世皆為顯貴，與大臣張湯後世並稱“金張”，成為功臣世族的代稱。 
除上述外，十六國前秦時，羌族首領有金氏。唐時新羅國王姓金。五代十國之一的吳越的開國之王錢鏐，因「劉」與「鏐」同音，為避其名諱，該國的劉姓人，皆去劉字的卯頭刀旁，改為金氏。 
南北朝時，金氏有遷至今甘肅省境者，如北齊大都督金祚，就是安定（今甘肅涇川縣北）人。唐朝貞觀年間所定益州蜀郡（治所在四川成都）三姓之一有金氏，汾州河西郡（今山西臨汾）四姓之一有金氏。宋、明時期，南方的金氏除在今浙江、江蘇一帶發展外，還分布於今江西、安徽、湖北、湖南、福建、廣東等省；北方的河北、河南、遼寧等省也都有金氏的聚居點。從清朝嘉慶年間開始，閩、粵金氏陸續有人遷至臺灣，此後，有的再遷海外，僑居於新加坡等國家。 
金姓早期名人已如上述。唐代有金忠儀，新羅人，德宗朝官將軍。宋代有金文剛，休寧（今屬安徽）人，官龍圖閣直學士；金彥，邵陽（今屬湖南）人，奉詔舉孝廉，為天下第一，郡人號“義門金氏”。元代有學者金履祥，書法家金元舉。明代有學者金問，散曲家金鑾。明末清初有著名文學批評家金聖嘆，曾對《水滸》與《西廂》進行批改。清代有書畫家金農，隸書樸厚，楷書自創一格，其畫造意新奇，為“揚州八怪”之一；還有中和殿大學士兼吏部尚書加太傅金之俊，畫家金侃，學者金榜，詩人金和，史學家金門詔。金姓英才輩出，代不乏人。 
臺灣的金姓人數在臺灣諸姓中排第九十位，人數雖不多卻遍布臺灣各地。金氏遷臺是始於清代，據有關史料記載，隨時代變遷，金氏由發源地山東逐漸向南遷徙，先後遷居安徽、江蘇、浙江，乃至福建、廣東等地。爾後，又由福建遷居臺灣。目前可知最早遷臺的金氏是清康熙三十三年武秀才的金首聲，其抵臺後使臺灣有了金姓，而他也被後人奉為臺灣金氏的開基始祖。

## 回族金姓

### 姓氏起源
回族金姓多起源于祖先经名或赐姓，亦有皈依伊斯兰教的其他民族金姓。古代译易卜拉欣为亦不喇金，有改用汉姓为金者。另有皇帝赐姓，相传明代著名诗人金大车的先祖为麦加人，由明太祖赐姓金。

### 各地金氏
- 泉州金氏，多为元末泉州守将金吉的后裔。
- 大兴金氏，北京的大兴金氏是回族中的世家大族，清康熙年间有武进士金怀玮，其子孙中也有多位进士及举人。
- 考城金氏，祖籍北京，后由京迁汴，明末由于黄河决口迁至考城，分金楼东支与金楼西支。

## 满族金姓
金姓是满族最早使用的汉字姓，元末明初火儿阿万户阿哈出本姓古伦，汉字姓金。另据朝鲜古籍《朝鲜王朝实录》载：铁岭北部女真都夫失里千户火失贴木，以金为姓。
滿族開國曰金，許多皇族（尤其是愛新覺羅一脈）漢化後改姓金。
金姓对应的满族老姓包括：爱新觉罗氏、精吉氏、精格理氏、索尔济氏、钮祜禄氏、车勒库车氏、锡尔馨氏、马佳氏等。
另有古代旗化的朝鲜族金氏、汉族金氏及蒙古族阿穆尼布塔斯氏等。

## 其他金姓
达斡尔族“阿尔丹氏”有的取含义改为单姓“金姓”。

## 參看
- 中國姓氏
- 朝鲜族姓名

## 延伸阅读
[在维基数据编辑]
 《百家姓》
 《欽定古今圖書集成·明倫彙編·氏族典·金姓部》，出自陈梦雷《古今圖書集成》

## 外部連結
- A 2001 Korea Now article explaining the clan structure
- Korean-language site of the Gyeongju Kim association
- 珲春朝鲜族姓氏和本贯 （页面存档备份，存于）